# Вугловська сільська рада
Вугловська сільська рада або ж Угловська сільська рада (біл. Вуглоўскі сельсавет) — адміністративно-територіальна одиниця в складі Брагінського району розташована в Гомельській області Білорусі. Адміністративний центр — Вугли.
Бурковська сільська рада розташована на південному сході Білорусі, у південній частині Гомельської області, граничить з районним центром Брагіном. Українською мовою детальний переклад села (центру сільради) Вугли — означає Кути.
До складу сільради входять такі населені пункти:
- Вугли
- Майський
- Ковака
- Каманов
- Міхновка
- Новий Шлях
- Лубеники
- Пожарки
- Рудня Журавльова
- Теклінов
- Шкурати